# Równania płytkiej wody
Równania płytkiej wody – w geofizyce opisują dywergencyjny przepływ barotropowy i są specjalnym przypadkiem quasi-statycznych prymitywnych równan ruchu atmosfery lub oceanu.

## Równania płytkiej wody na płaszczyźnief
Zakładając cienką warstwę cieczy o stałej gęstości ze swobodną powierzchnią, można wyprowadzić podstawowe równania płytkiej wody dla stałej siły Coriolisa (płaszczyźnie {\displaystyle f}) oraz w dywergencyjnym ruchu barotropowym w liniowym przybliżeniu kiedy odchylenie wysokości fali jest małe w porównaniu z wysokością cieczy {\displaystyle (h\ll H),} mamy:
{\displaystyle {\frac {\partial u}{\partial t}}-fv=-g{\frac {\partial h}{\partial x}},}
{\displaystyle {\frac {\partial v}{\partial t}}+fu=-g{\frac {\partial h}{\partial y}},}
{\displaystyle {\frac {\partial h}{\partial t}}+H{\Big (}{\frac {\partial u}{\partial x}}+{\frac {\partial v}{\partial y}}{\Big )}=0,}
gdzie:
{\displaystyle u} – prędkość w kierunku {\displaystyle x} (prędkość strefowa),
{\displaystyle v} – prędkość w kierunku {\displaystyle y} (prędkość merydionalna),
{\displaystyle h} – odchylenie powierzchni stałego ciśnienia od jej średniej wysokości {\displaystyle H,}
{\displaystyle H} – średnia wysokość powierzchni stałego ciśnienia,
{\displaystyle g} – przyśpieszenie grawitacyjne,
{\displaystyle f} – współczynnik Coriolisa, na Ziemi jest równy {\displaystyle 2\Omega \sin \varphi ,} gdzie {\displaystyle \Omega } jest kątową prędkością obrotu Ziemi ({\displaystyle \pi /12} radianów/godzinę), {\displaystyle \varphi } jest szerokością geograficzną.

## Równania płytkiej wody na płaszczyźnieβ
Przy podobnych założeniach co poprzednio, ale dla równikowej płaszczyzny {\displaystyle \beta .}
{\displaystyle {\frac {\partial u}{\partial t}}-\beta yv=-g{\frac {\partial h}{\partial x}},}
{\displaystyle {\frac {\partial v}{\partial t}}+\beta yu=-g{\frac {\partial h}{\partial y}},}
{\displaystyle {\frac {\partial h}{\partial t}}+H{\Big (}{\frac {\partial u}{\partial x}}+{\frac {\partial v}{\partial y}}{\Big )}=0,}
gdzie {\displaystyle \beta } jest zdefiniowane jako parametr beta.
Znormalizowane równania płytkiej wody względem prędkości {\displaystyle c,} długości {\displaystyle L} i czasu {\displaystyle T,} {\displaystyle c=(gH)^{1/2},L=(c/\beta )^{1/2},T=c\beta ^{-1/2}} przyjmują następującą formę
{\displaystyle {\frac {\partial u}{\partial t}}-yv=-{\frac {\partial h}{\partial x}},}
{\displaystyle {\frac {\partial v}{\partial t}}+yu=-{\frac {\partial h}{\partial y}},}
{\displaystyle {\frac {\partial h}{\partial t}}+{\frac {\partial u}{\partial x}}+{\frac {\partial v}{\partial y}}=0.}
Wartości własne i funkcje własne tego układu można otrzymać, zakładając rozkład Fouriera
{\displaystyle u(x,y,t)=U(k,y)e^{i(kx+\omega t)},}
{\displaystyle v(x,y,t)=V(k,y)e^{i(kx+\omega t)},}
{\displaystyle h(x,y,t)=H(k,y)e^{i(kx+\omega t)},}
czyli
{\displaystyle i\omega U-yV+ikH=0,}
{\displaystyle i\omega V+yU={\frac {dH}{dy}}=0,}
{\displaystyle i\omega H+ikU+{\frac {dV}{dy}}=0.}
Równania te dają
{\displaystyle {\frac {d^{2}V}{dy^{2}}}+{\Big (}\omega ^{2}-k^{2}+{\frac {k}{\omega }}-y^{2}{\Big )}V=0,}
a dla przepływu blisko równika {\displaystyle V} musi dążyć do zera dla dużych wartości {\displaystyle y} (dużych szerokości geograficznych).
Równanie to jest podobne do równania Schrödingera dla kwantowego oscylatora harmonicznego i rozwiązania są możliwe tylko dla szczególnych (dyskretnych {\displaystyle n}) kombinacji {\displaystyle \Omega } oraz {\displaystyle k} danych zależnością dyspersyjną
{\displaystyle \omega ^{2}-k^{2}+{\frac {k}{\omega }}=2n+1\quad {}} dla {\displaystyle n=0,1,2\dots }
Rozwiązanie tego równania opisuje prędkość fazową jako funkcja długości fali w atmosferze równikowej. Natomiast funkcje własne tego równania opisują prędkość horyzontalną {\displaystyle (u,v)} i wysokość fal {\displaystyle (H+h)} dla poszczególnych {\displaystyle {\bmod {(}}n=0,1,2\dots ).} Analiza tych funkcji pozwala na zidentyfikowanie w atmosferze tropikalnych fal inercyjno-grawitacyjnych, równikowych fal Rossby’ego (czyli cyklonów tropikalnych) oraz fal Kelvina.
Charney porównywał złożoność fal atmosferycznych do muzyki: Można powiedzieć, że atmosfera jest podobna do instrumentu muzycznego, na którym można grać wiele melodii. Wysokie tony to fale dźwiękowe, niskie tony to długie fale inercyjne, a natura jest raczej podobna do Beethovena niż do Chopina: preferuje dużą ilość niskich tonów i tylko od czasu do czasu gra pasaże w górnych rejestrach i to tylko delikatną ręką. Oceany i kontynenty to są słonie z utworu Saint-Saënsa, maszerujące w powolnym ciężkim rytmie w przybliżeniu jeden krok dziennie. Oczywiście istnieją też owertony: fale dźwiękowe, fale na górnych warstwach chmur (fale grawitacyjne), oscylacje inercyjne itp. – ale te są nieistotne i są słyszalne tylko na NYU i MIT.